# バウエン (フリゲート)
| USS Bowen (FF-1079) |                                                                |
| 艦歴                |                                                                |
| 発注                | 1966年8月25日                                                  |
| 起工                | 1969年7月11日                                                  |
| 進水                | 1970年5月2日                                                   |
| 就役                | 1971年5月22日                                                  |
| 退役                | 1994年6月30日                                                  |
| その後              | 2002年2月22日にトルコ海軍へ移管                                |
| 除籍                | 1995年1月11日                                                  |
| 性能諸元            |                                                                |
| 排水量              | 基準: 3,068t                                                   |
| 排水量              | 満載: 4,130t                                                   |
| 全長                | 133.5 m (438 ft)                                               |
| 全幅                | 14.33 m (47 ft)                                                |
| 吃水                | 7.62 m (24.75 ft)                                              |
| 機関                | 水管ボイラー (84.4at, 538℃)×2缶                                |
| 機関                | 蒸気タービン (35,000hp)×1基                                    |
| 機関                | スクリュープロペラ×1軸                                         |
| 速力                | 最大: 27ノット以上                                             |
| 航続距離            | 4,500海里 (20ノット巡航時)                                     |
| 乗員                | 士官16名、曹士211名                                            |
| 兵装                | Mk.42 5インチ単装速射砲×1基                                    |
| 兵装                | シースパローBPDMS 8連装発射機×1基 ※後日装備                    |
| 兵装                | Mk.16 8連装ミサイル発射機×1基 (アスロックSUM, ハープーンSSM用) |
| 兵装                | Mk.32 mod.9 連装短魚雷発射管×2基                               |
| 艦載機              | QH-50 DASH×2機 ※SH-2 LAMPSヘリコプター×1機に 後日換装          |
| FCS                 | Mk.68 砲射撃指揮用                                             |
| FCS                 | Mk.115 BPDMS射撃指揮用 ※後日装備                               |
| FCS                 | Mk.114 水中攻撃指揮用                                          |
| センサ              | AN/SPS-40 対空捜索レーダー                                     |
| センサ              | AN/SPS-10 対水上捜索レーダー ※AN/SPS-67に後日換装              |
| センサ              | AN/SQS-26CX 艦首装備ソナー                                     |
| センサ              | AN/SQS-35 可変深度ソナー ※AN/SQR-18戦術曳航ソナーに後日換装    |
| 電子戦              | AN/WLR-1C電波探知装置 ※AN/SLQ-32に後日換装                     |
| 電子戦              | AN/ULQ-6C電波妨害装置 ※AN/SLQ-32への換装と同時に撤去           |
| 電子戦              | Mk.137 6連装デコイ発射機×2基 ※後日装備                         |
| モットー            | Protect and Preserve                                           |

バウエン (英語: USS Bowen, FF-1079) は、アメリカ海軍のフリゲート。ノックス級フリゲートの1隻。艦名はハロルド・G・バウエン中将に因む。

## 艦歴
バウエンはルイジアナ州ウェストウィーゴーのエイボンデール造船所で1969年7月11日に起工する。1970年5月2日に進水し、1971年5月17日に海軍に引き渡され、1971年5月22日に就役した。
バウエンは1994年6月30日に退役し、1995年1月11日に除籍された。その後防衛援助計画に基づき2002年2月22日にトルコへ移管された。トルコ海軍では アクデニズ (Akdeniz, F-257) の艦名で就役した。